# Òdena (kommun)
Òdena är en kommun i Spanien.   Den ligger i provinsen Província de Barcelona och regionen Katalonien, i den östra delen av landet, 500 km öster om huvudstaden Madrid. Antalet invånare är 3 580. Arean är 53 kvadratkilometer. Òdena gränsar till Rubió, Castellfollit del Boix, Castellolí, La Pobla de Claramunt, Vilanova del Camí, Igualada och Jorba. 
Terrängen i Òdena är kuperad norrut, men söderut är den platt.